# Sparnia praecellens
Sparnia praecellens är en insektsart som beskrevs av Stsl 1862. Sparnia praecellens ingår i släktet Sparnia och familjen sporrstritar. Inga underarter finns listade i Catalogue of Life.